# ۵۶۸ (میلادی)
۵۶۸ (میلادی) پانصد و شصت و هشتمین سال تقویم میلادی است.

## درگذشتگان
‎